# Kallithéa (ort i Grekland, Joniska öarna, Nomós Zakýnthou)
Kallithéa (Kallithea) är en ort i Grekland.   Den ligger i prefekturen Nomós Zakýnthou och regionen Joniska öarna, i den sydvästra delen av landet, 260 km väster om huvudstaden Aten. Kallithéa ligger 20 meter över havet och antalet invånare är 238. Den ligger på ön Zakynthos.
Terrängen runt Kallithéa är kuperad åt sydväst, men åt nordost är den platt. Havet är nära Kallithéa åt nordost. Runt Kallithéa är det ganska tätbefolkat, med 78 invånare per kvadratkilometer. Närmaste större samhälle är Zákynthos, 11,3 km öster om Kallithéa. Trakten runt Kallithéa består till största delen av jordbruksmark.